# George Piștereanu
George Piștereanu (n. 13 noiembrie 1990) este actor de film, teatru, televiziune și voce român, de origine aromână. A interpretat rolul principal în filmele Eu când vreau să fluier, fluier și Loverboy.

## Biografie
A absolvit liceul Dinu Lipatti (secția actorie) și Universitatea Naționala de Arta Teatrală și Cinematografică (UNATC). A cunoscut recunoașterea națională și internațională după ce a interpretat rolul lui Silviu din Eu când vreau să fluier, fluier, filmul lui Florin Șerban premiat la Festivalul Internațional de Film de la Berlin cu Ursul de Argint în 2010.

## Filmografie
- Eu când vreau să fluier, fluier (2010)
- Loverboy (2011)
- La pierre de sel (2012, regia Eliza Mureșan)
- #Selfie 69 (2016)
- Vlad